# بلباسور
بلباسور هو أحد أجناس البوكيمون المتعددة وهو من النوع النباتي.

## معنى الكلمة
كلمة "Bulbasaur" مقسمة إلى قسمين، فكلمة "Bulb" تعني البصلة وكلمة "saur" تعني ديناصور الحيوان المنقرض اختصارا لكلمة (Dinosaur) وبالتالي المعنى العام لكلمة "Bulbasaur" هو الديناصور ذو البصلة نظرًا لكون شكله المرسوم وكأنه حيوان وعلى ظهره بصلة.

## أماكن تواجده
غالبًا مايتواجد كائنات البلباسور في العالم الخيالي بالقرب من المصادر النباتية، أو في الغابات وفي البحار والجبال في بعض الأحيان.

## هجماته
يستخدم بلباسور حزامين من النبات يخرجهم من ظهره ويضرب بهما، ويستعمل تلك الأحزمة للهجوم على خصومه، ويستعمل أيضًا هجوم الورقة الحادة التي تخرج من النبتة التي على ظهره للهجوم على الخصم، ومن أخطر أسلحته هجوم الشعاع الذي يتشكل من ضوء الشمس.

## وصلات
مقالة عن بلباسور